# アルバート・ツァイ
アルバート・ツァイ（Albert Tsai、蔡丞恩、2004年8月5日 - ）は、アメリカ合衆国の俳優､コメディアン。ディズニー・チャンネルのコメディシリーズ『Coop＆Cami Ask the World』 でフレッド役を務め、2013年から2014年までABCの『トロフィーワイフ』でバート・ハリソンとして主演したことが知られている。

## 経歴
2004年8月5日、アメリカ合衆国でカリフォルニア州のサンノゼに生まれた。7歳の時に学校で劇の授業に参加した際に演技に興味を持ち、2013年、CBSの『ママと恋に落ちるまで』でテレビに初めて出演し、ディズニー・チャンネルのコメディシリーズの『トロフィーワイフ』でバート・ハリソン役を演じ、これにより助演男優賞に推薦され、ハフポストのCritics' Choice Television AwardsのブレイクアウトTVスターに選ばれ、2014年までこの番組で務めた。2014年、USAネットワークのコメディ『Benched』にゲスト出演し、TV Landのシリーズ『Hot in Cleveland』でボーイスカウト役で出演した。また、『Arsenio Hall Show』でスタンダップコメディのデビューを果たした。2015年に『Fresh Off the Boat』シリーズ2エピソードに出演し、『グランマ・マニー』でポープ役で主演を務める。同年末、はABCのコメディ『Dr. Ken』で主人公ケン・パークの息子、デイヴ・パーク役に起用された。シリーズ初放送直後、はEntertainment Weeklyの2015年のベスト子役12人に選ばれた。2016年にはCWコメディ『クレイジー・エクスガールフレンド』でゲスト出演し、『The Mr. Peabody & Sherman Show』に出演し、第1回Young Entertainer Awardsでテレビシリーズの最優秀若手俳優賞を受賞した。2017年には9JKLのパイロット版にゲスト出演し、CBSのファミリーコメディの第1シーズンでシリーズレギュラーに昇進した。

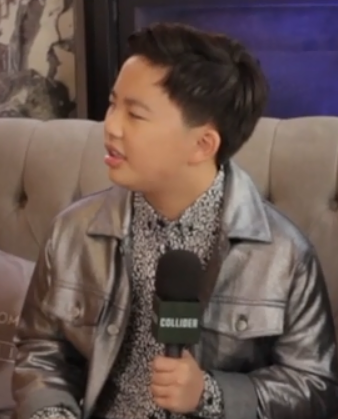
2019年

2018年10月12日に初放送されたディズニー・チャンネルの新しい実写コメディ『Coop and Cami Ask the World』にフレッド役で出演した。2019年、ドリームワークスのアニメ映画『アボミナブル』でペン役を演じた。

## 出演作品

### テレビ
- スノーベイビー（ペン役）（2019年）